# Pema Chödrön

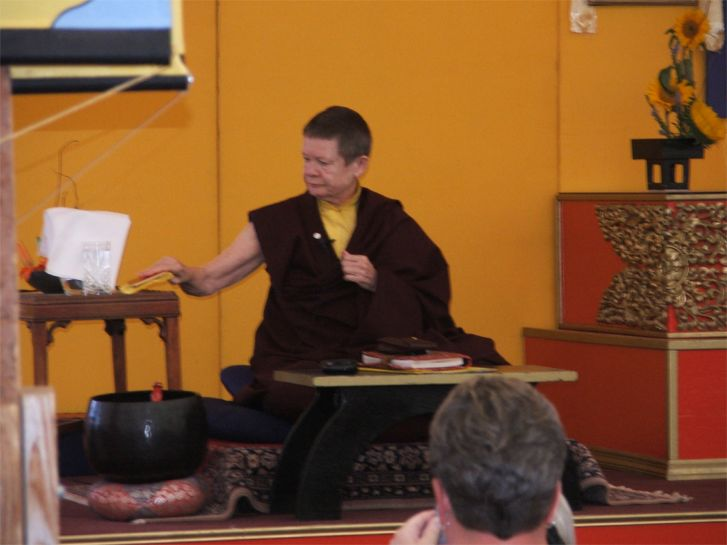
Pema Chödrön

Pema Chödrön (geboren als Deirdre Blomfield-Brown, New York, 1936) is een boeddhistische non en docent in de Tibetaanse Vajrayana-traditie van Chögyam Trungpa Rinpoche en auteur. Ze probeert de oosterse kennis aansprekelijk te maken voor de westerse wereld. Pema Chödrön heeft vele lezingen en meditatiecursussen gegeven. Zij geeft les aan de Gampo-abdij in Nova Scotia.

## Biografie
Pema Chödrön studeerde aan de University of California in Berkeley. Zij werkte eerst op een basisschool voordat ze met het boeddhisme in aanraking kwam. Chödrön studeerde eerst bij Lama Chime Rinpoche in de Franse Alpen, en werd in 1974 in Londen als Tibetaanse non ingewijd. In 1972 kwam ze Chögyam Trungpa voor het eerst tegen aan de Naropa-universiteit in Boulder, Colorado. Op aanraden van Lama Chime Rinpoche ging ze bij hem studeren en met hem maakte ze haar sterkste verbinding. Vanaf 1974 studeerde ze onafgebroken met hem tot aan zijn overlijden in 1987.
In 1984 verhuisde Chödrön naar Cape Bretoneiland (Nova Scotia) en werd ze directeur van de Gampo-abdij. Daar publiceerde ze haar boeken, waar ze in Europa veel bekendheid mee heeft verworven.